# 배넉 (음식)
배넉(영어: bannock)은 큰 납작한 종류의 퀵 브레드(베이킹파우더와 탄산 수소 나트륨을 이용해 즉석으로 부풀린 빵)이다. 배넉이라는 단어는 영어에서 크고 둥근 빵을 가리킬 수 있다. 둥근 배넉을 쐐기 모양의 조각으로 자르면 스콘이라고 부른다. 하지만 스코틀랜드에서는 배넉과 스콘의 뜻을 교체할 수 있다.

## 같이 보기
- 댐퍼 (빵)
- 프라이브레드
- 하드택